# Phillips Kolonie
Phillips Kolonie ist ein Wohnplatz des Ortsteils Kemnitz der Hansestadt Salzwedel im Altmarkkreis Salzwedel in Sachsen-Anhalt.

## Geografie
Die kleine Ansiedlung Phillips Kolonie liegt fünf Kilometer südwestlich von Salzwedel an der Bundesstraße 71 am südlichen Rand eines Waldgebietes. Der etwa 70 Meter hohe Schwarze Berg liegt nördlich des Ortes.

## Geschichte
Der Ort wurde vor 1885 unter dem Namen Philipps Kolonie angelegt. Ungefähr seit dem Jahr 2003 ist die Schreibweise Phillips Kolonie üblich.
| Jahr | Einwohner |
| ---- | --------- |
| 1885 | 13        |
| 1895 | 08        |
| 1905 | 13        |